# Billboard (productor)
Mathieu Jomphe, más conocido como Billboard, es un músico, cantautor y productor musical canadiense, nativo de Montreal. Billboard surgió en la industria musical en el año 2010, luego de respaldar canciones para las cantantes Kesha y Robyn. No obstante, su trabajo más exitoso lo comprende «Hold It Against Me» de Britney Spears, el que coescribió y produjo, junto a los prestigiosos compositores y productores Dr. Luke y Max Martin, para ser lanzado en el año 2011 como el primer sencillo de Femme Fatale.

## Discografía

### 2010
- Kesha — Cannibal — «Cannibal»[2]
- Kesha — Cannibal — «Animal» (Billboard Remix)
- Robyn — Body Talk — «Call Your Girlfriend»
- Robyn — Body Talk — «Get Myself Together»
- Robyn — Body Talk — «Stars 4-Ever»

### 2011
- Britney Spears — Femme Fatale — «Till the World Ends»[3]
- Britney Spears — Femme Fatale — «Hold It Against Me»[3]
- Britney Spears — Femme Fatale — «Inside Out»[3]
- Britney Spears — Femme Fatale — «(Drop Dead) Beautiful» con Sabi[3]
- Kesha — I Am the Dance Commander + I Command You to Dance: The Remix Album — «Take It Off» (Billboard Remix).[4]

### 2015
- Madonna — Rebel Heart — «Ghosttown»